# Трайдент
Трайдент (англ. Trident — Трезубец) — семейство американских трёхступенчатых твердотопливных баллистических ракет, размещаемых на подводных лодках.

## История разработки
Со второй половины 70-х годов начинается трансформация взглядов американского политического руководства на перспективы ядерной войны. 
1 ноября 1966 года Министерством обороны США была начата исследовательская работа по стратегическим вооружениям STRAT-X. Первоначально целью программы была оценка проекта новой стратегической ракеты предложенной ВВС США — будущей МХ. Однако под руководством Р. Макнамары были сформулированы правила оценки, согласно которым одновременно должны оцениваться и предложения других родов сил. При рассмотрении вариантов производился расчет стоимости создаваемого комплекса вооружений с учетом создания всей инфраструктуры базирования. Производилась оценка количества выживших боезарядов после ядерного удара противника. Полученная стоимость «выжившего» боезаряда была основным критерием оценки. От ВВС США, кроме МБР с развертыванием в шахте повышенной защищенности, поступил на рассмотрение вариант использования нового бомбардировщика Б-1.
ВМС США предложили систему стратегического вооружения ULMS (англ.  Undersea Long-range Missile System ). Основой системы были подводные лодки с новыми ракетами увеличенной дальности EXPO (англ. EXpanded «POseidon») — дальность ракеты позволяла выпускать весь боекомплект сразу после выхода из базы, и эта программа выиграла конкурс STRAT-X.
Заместителем министра обороны США было одобрено решение координационного комитета ВМФ (англ.  Decision Coordinating Paper (DCP) No. 67) № 67 от 14 сентября 1971 года по ULMS. Было утверждено поэтапное развитие программы. На первом этапе в рамках программы EXPO создавалась ракета «Трайдент I С-4» увеличенной дальности в габаритах ракеты «Посейдон» и разработка новой ПЛАРБ типа «Огайо». А в рамках второго этапа ULMS II — создание ракеты больших габаритов — «Трайдент II D5» с повышенной дальностью. Решением замминистра от 23 декабря 1971 года в бюджет ВМС был заложен ускоренный график работ с планируемым развертыванием ракет в 1978 году.

### Развёртывание
Осознавая невозможность получения новой ПЛАРБ ранее конца 70-х годов в ТТЗ на «Трайдент I С-4» заложили ограничения по габаритам. Она должна была вписаться в габариты ракеты «Посейдон». Это позволяло перевооружить новыми ракетами тридцать одну ПЛАРБ типа «Лафайет». Каждая ПЛАРБ оснащалась 16 ракетами. Также с ракетами «Трайдент-С4» должны были ввести в строй 8 лодок нового поколения типа «Огайо» с 24 такими же ракетами. Из-за финансовых ограничений количество подлежащих переоборудованию ПЛАРБ типа «Лафайет» сократили до 12. Ими стали 6 лодок типа «Джеймс Мэдисон» и 6 типа «Бенджамин Франклин», а также не снятая с вооружения ssgn-619.
На втором этапе предполагалось построить еще 14 ПЛАРБ типа «Огайо» и вооружить все лодки этого проекта новой БРПЛ «Трайдент II-D5» с более высокими тактико-техническими характеристиками. В связи с необходимостью сокращения ядерных вооружений согласно договору СНВ-2, с ракетами «Трайдент II-D5» было построено всего 10 лодок второй серии. А из 8 лодок первой серии были переоборудованы на новые ракеты только 4 ПЛАРБ.
Современное состояние
В 2008 году на долю ракет «Трайдент» приходится 32 % развернутых ядерных боеголовок США. На 14 атомных субмаринах размещены 288 баллистических ракет. Общее число боеголовок — 1728, из них 384 — по 455 кт.
На сегодняшний день ПЛАРБ типа «Джеймс Мэдисон» и типа «Бенджамин Франклин» выведены из состава флота. А по состоянию на 2009 год все 14 находящихся в строю ПЛАРБ типа «Огайо» оснащены «Трайдент II-D5». Ракета «Трайдент I С-4» снята с вооружения.
В рамках программы «быстрого глобального удара» ведутся разработки по оснащению ракет Trident II неядерными боевыми блоками. В качестве боевой части возможно использование или РГЧ с вольфрамовыми «стрелками», или моноблочной с массой ВВ до 2 т.

## Модификации

### Трайдент I (С4) (англ.UGM-96A "Trident-I" C4)
Генеральный подрядчик — фирма «Lockheed Missiles and Space Company». На вооружение ВМС США принята в 1979 году. Ракета снята с вооружения.

### Трайдент II (D5) (англ.UGM-133A "Trident-II" D5)
В 1990 году фирмой «Lockheed Missiles and Space Company» были завершены испытания новой баллистической ракеты подводных лодок (БРПЛ) «Trident-2» и она была принята на вооружение.

### Сравнительные характеристики модификаций
| Характеристика                                       | UGM-96A «Trident-I» C4 | UGM-133A «Trident-II» D5                     |
| ---------------------------------------------------- | ---------------------- | -------------------------------------------- |
| Стартовая масса, кг                                  | 32 000                 | 59 000                                       |
| Максимальный забрасываемый вес, кг                   | 1 280                  | 2 800                                        |
| Боеголовки                                           | до 8 W76 (100 кт)      | - до 8 W88 (475 кт) или - до 14 W76 (100 кт) |
| Тип системы наведения                                | инерциальная           | инерциальная +астрокоррекция+GPS             |
| КВО, м                                               |                        |                                              |
| Дальность: - максимальная - с максимальной нагрузкой | 7 400                  | - 11 000 - 7 600 (8 W88)                     |
| Длина, м                                             | 10,36                  | 13,42                                        |
| Диаметр, м                                           | 1,88                   | 2,11                                         |
| Количество Х Тип ступеней                            | 3 РДТТ                 | 3 РДТТ                                       |